# Фронт Лайн Асембли
Front Line Assembly (още известни с акронима FLA) е канадска електро/индъстриъл група, основана през
1986 г. от Бил Лийб (Bill Leeb) и Майкъл Балч (Michael Balch) след като Лийб напуска Skinny Puppy.

## История
След два демо записа Nerve War и Total Terror, Front Line Assembly издават първия си албум The Initial Command през 1987. Скоро след това към групата се присъединява Райс Фулбер (Rhys Fulber). Албумът от 1988 State of Mind е първият, който се разпространява в световен мащаб.
През 1989 Майкъл напуска Front Line Assembly, за да се присъедини към Ministry. Албумът Gashed Senses and Crossfire е издаден през 1989, и парчето „Digital Tension Dementia“ привлича вниманието на много фенове и диджеи от музикалния ъндърграунд. Caustic Grip излиза през 1990 г. и моментално се превръща в класика. През 1991, сингълът (и видеото) Virus си печели постоянно присъствие в индъстриъл и денс клубовете по целия свят. Със следващия албум Tactical Neural Implant през 1992, Front Line Assembly се превръща в една от най-популярните индъстриъл групи. Millennium от 1994 представлява комбинация от метъл китари и електроника, която ще се окаже една от най-типичните черти на индъстриъл рока и индъстриъл метъла през 1990-те. Най-успешният период за Front Line Assembly е белязан от албума им Hard Wired (1995) и последващото световно турне.
През 1997, Райс Фулбер напуска групата, за да се съсредоточи върху продуцирането на Fear Factory и други групи. На мястото на Фулбер идва Крис Питърсън (Chris Peterson), който вече е поддържал групата в сценичните им прояви. Две години след напускането на Фулбер излиза албумът FLAvour of the Weak (1998), с който настъпва пълен обрат в стила на групата. Метъл влиянията отстъпват на заден план за сметка на доминиращия нов електронен звук на групата. Крачка назад към предишния си звук Front Line Assembly правят с албума Implode (1999), последван от Epitaph (2001). Крис напуска групата през 2002, и до края на годината се носят слухове, че тя напълно се е разпаднала.
Въпреки това, през 2003 Райс Фулбер отново я събира. Сингълът Maniacal е издаден през октомври 2003, с който започва нов етап в историята на групата. В началото на 2004 излиза албумът Civilization. Крис Питърсън се завръща и на 20 юни 2006 триото Лийб/Фулбер/Питърсън издава Artificial Soldier. Поради проблем с фирмата осигуряваща транспорта, подгряващото турне в Северна Америка е съкратено наполовина (отменени са концертите в Ню Йорк и цяла Канада). Проблемът не дава отражение върху европейската обиколка на групата. Песни от този албум Front Line Assembly предоставят за саундтрака на хорър филма FrightWorld, който е насрочен да излезе през 2007.

## Членове

### Студийни музиканти
- Бил Лийб – 1986 – (кийборди, вокали)
- Райс Фулбер – 1986 – 1997, 2002 – (кийборди)
- Крис Питърсън – 1997 – 2002, 2006 (keyboards)
- Джереми Инкел (Jeremy Inkel) – 2006 (кийборди)
- Майкъл Балч – 1987 – 1989 (кийборди)
- Джеф Стодард (Jeff Stoddard) – 1990 (китари)
- Грег Рийли (Greg Reely) – 1990 – (миксиране)
- Девин Таунсенд (Devin Townsend) – 1994, 1995 (китари)

### Сценични музиканти
- Бил Лийб – 1986 – (кийборди, вокали)
- Райс Фулбер – 1986 – 1997, 2002 – (кийборди)
- Крис Питърсън – 1990, 1992, 1998, 1999, 2002, 2006 (кийборди)
- Ейдриън Уайт (Adrian White) – 1995, 1996, 2002, 2006 (барабани)
- Джейсън Филипчък (Jason Filipchuk) – 1998, 1999, 2002 (кийборди)
- Джаред Слингърленд (Jared Slingerland) – 2006 (китари)
- Джед Саймън (Jed Simon) – 1995, 1996, 1998, 1999 (китари)
- Джереми Инкел – 2006 (кийборди)
- Джейсън Хейгън (Jason Hagen) – 1999 (барабани)
- Крейг Хъкстейбъл (Craig Huxtable) – 2006 (кийборди)

## Дискография

### Студийни албуми
- 1986 Nerve War
- 1986 Total Terror
- 1987 The Initial Command
- 1988 State of Mind
- 1988 Convergence
- 1989 Gashed Senses and Crossfire
- 1990 Caustic Grip
- 1992 Tactical Neural Implant
- 1994 Millennium
- 1995 Hard Wired
- 1995 Corroded Disorder
- 1996 Live Wired
- 1997 FLAvour of the Weak
- 1998 Re-wind
- 1999 Implode
- 2001 Epitaph
- 2004 Civilization
- 2006 Artificial Soldier
- 2010 Improvised Electronic Device
- 2012 AirMech (soundtrack)
- 2013 Echogenetic

### EP
- 1988 Corrosion
- 1988 Disorder

И двете EP на винил по-късно са събрани и преиздадени през 1995 г. в албума
Corroded Disorder.

## Странични проекти
- Conjure One
- Delerium
- Pro-Tech
- Synæsthesia
- Will
- Intermix
- Noise Unit
- Equinox
- Cyberaktif
- Mutual Mortuary